# Zaķusala

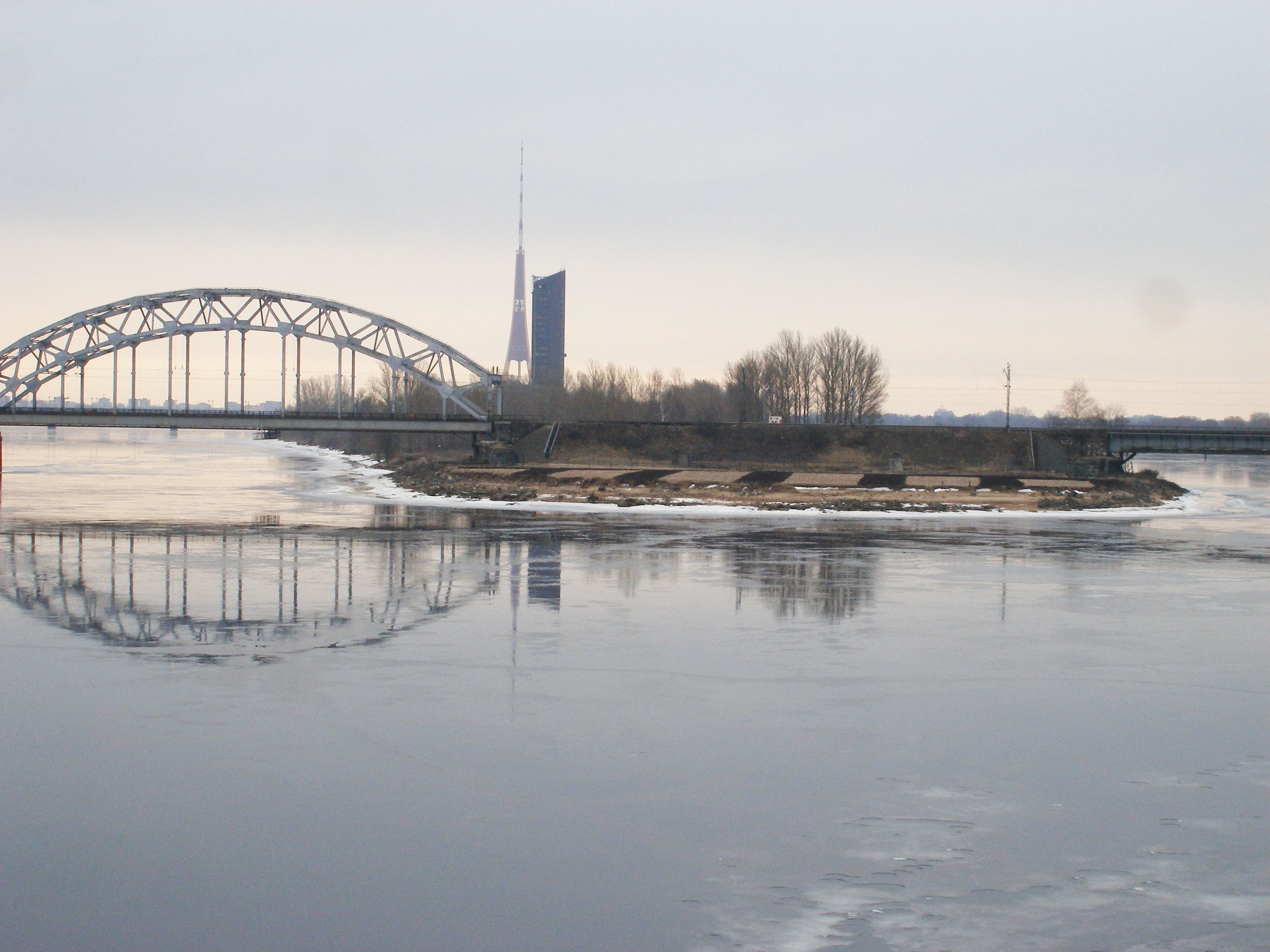
Zaķusala mit Gebäude des Lettischen Fernsehens und Sendeturm

Zaķusala (deutsch Hasenholm) ist eine Insel in der lettischen Hauptstadt Riga.
Die Insel liegt in der Daugava und ist Standort des Fernsehturms Riga.